# Morti nel 1671
| Questa pagina contiene informazioni ricavate automaticamente dalle voci biografiche con l'ausilio del template Bio e di un bot. L'aggiornamento è periodico e automatico e ricostruisce completamente la pagina. Se manca una persona in questa lista, sei pregato di non aggiungerla, ma accertati piuttosto che la sua voce biografica contenga il template Bio e che i dati anagrafici siano correttamente compilati. Se il template Bio manca, inseriscilo tu stesso o, in alternativa, metti l'avviso {{tmp\|Bio}} che ne segnala la mancanza. Se i dati riportati sono sbagliati, correggi direttamente la voce biografica; le modifiche saranno visibili in questa lista entro pochi giorni. Per chiarimenti vedi il progetto biografie. La lista contiene solo le 64 persone che sono citate nell'enciclopedia e per le quali è stato implementato correttamente il template Bio. Pagina aggiornata al 10 mag 2025. |

## Gennaio(4)
- 1º gennaio - Hardouin de Péréfixe de Beaumont, arcivescovo cattolico francese (n. 1606)
- 15 gennaio - Johann Christoph Storer, pittore e incisore tedesco (n. 1611)
- 22 gennaio - Odorico Rinaldi, storico italiano (n. 1594)
- 24 gennaio - Filippo di Hohenzollern-Hechingen, principe (n. 1616)

## Febbraio(5)
- 11 febbraio - Nicolas Pitau, incisore fiammingo (n. 1632)
- 12 febbraio - Maria Domitilla Galluzzi, religiosa e mistica italiana (n. 1595)
- 15 febbraio - Ippolito Malaspina, nobile italiano (n. 1628)
- 23 febbraio - Guglielmo Augusto di Sassonia-Eisenach, duca tedesco (n. 1668)
- 28 febbraio - Filippo della Santissima Trinità, teologo e presbitero francese (n. 1603)

## Marzo(7)
- 1º marzo - Marzio Ginetti, cardinale e vescovo cattolico italiano (n. 1586)
- 1º marzo - Leopoldo Guglielmo di Baden-Baden (n. 1626)
- 8 marzo - Johan Palmstruch, mercante olandese (n. 1611)
- 25 marzo - Marin Boucher, operaio francese (n. 1587)
- 26 marzo - Franz Haffner, notaio, politico e storico svizzero (n. 1609)
- 30 marzo - Carlo II Ottone del Palatinato-Zweibrücken-Birkenfeld, nobile tedesco (n. 1625)
- 31 marzo - Anna Hyde, nobile britannica (n. 1637)

## Aprile(5)
- 21 aprile - Serafino Corio, vescovo cattolico italiano (n. 1628)
- 24 aprile - François Vatel, cuoco e pasticciere francese (n. 1631)
- 29 aprile - Basilio di Ostrog, vescovo ortodosso e santo serbo (n. 1610)
- 30 aprile - Fran Krsto Frankopan, scrittore e politico croato (n. 1643)
- 30 aprile - Ferenc II Nádasdy, militare ungherese (n. 1623)

## Maggio(4)
- 8 maggio - Sébastien Bourdon, pittore francese (n. 1616)
- 16 maggio - Dirck van Delen, incisore, pittore e disegnatore olandese (n. 1604)
- 19 maggio - John Scudamore, I visconte Scudamore, politico e diplomatico inglese (n. 1601)
- 20 maggio - Andreas Heinrich Bucholtz, scrittore, poeta e teologo tedesco (n. 1607)

## Giugno(3)
- 2 giugno - Sofia Eleonora di Sassonia (n. 1609)
- 16 giugno - Sten'ka Razin, militare e rivoluzionario russo (n. 1630)
- 25 giugno - Giovanni Riccioli, gesuita e astronomo italiano (n. 1598)

## Luglio(4)
- 4 luglio - Jan Cossiers, pittore e disegnatore fiammingo (n. 1600)
- 9 luglio - Jacopo Artaldo Castelvì, politico e militare italiano (n. 1606)
- 11 luglio - Adriaen Hanneman, pittore olandese (n. 1603)
- 30 luglio - Luigi Giuseppe di Guisa, nobile francese (n. 1650)

## Agosto(3)
- 3 agosto - Antonio Barberini, cardinale italiano (n. 1607)
- 14 agosto - Floridor, attore teatrale francese (n. 1608)
- 26 agosto - Marco Vaccina, vescovo cattolico italiano (n. 1620)

## Settembre(4)
- 7 settembre - Vitaliano Visconti, cardinale e arcivescovo cattolico italiano (n. 1618)
- 14 settembre - Ascanio II Piccolomini, arcivescovo cattolico italiano (n. 1596)
- 20 settembre - Ovidio Montalbani, matematico, medico e astronomo italiano (n. 1601)
- 27 settembre - William Greenhill, religioso e predicatore inglese (n. 1591)

## Ottobre(1)
- 5 ottobre - Gioacchino Ernesto di Schleswig-Holstein-Sonderburg-Plön, nobile danese (n. 1595)

## Novembre(5)
- 6 novembre - Jan de Bisschop, pittore e incisore olandese (n. 1628)
- 6 novembre - Angelo Celsi, cardinale italiano (n. 1600)
- 13 novembre - Jan van Bijlert, pittore olandese (n. 1598)
- 15 novembre - Julie d'Angennes, nobile francese (n. 1607)
- 21 novembre - Thomas Fairfax, III lord Fairfax di Cameron, generale inglese (n. 1612)

## Dicembre(6)
- 5 dicembre - Ulrico di Württemberg-Neuenburg, duca (n. 1617)
- 11 dicembre - Giacinto Gigli, storico italiano (n. 1594)
- 12 dicembre - William Seymour, III duca di Somerset, nobile inglese (n. 1654)
- 13 dicembre - Antonio Grassi, presbitero italiano (n. 1592)
- 19 dicembre - Albert Curtz, astronomo tedesco (n. 1600)
- 28 dicembre - Johann Friedrich Gronov, filologo classico tedesco (n. 1611)

## Senza giorno specificato(13)
- Joseph Gibalin, teologo francese (n. 1592)
- Abraham Gribelin, orologiaio francese (n. 1589)
- Sebastián Herrera Barnuevo, pittore, architetto e scultore spagnolo (n. 1619)
- Domenico Locatelli, attore teatrale italiano (n. 1613)
- Niccolò Francesco Maffei, architetto italiano (n. 1607)
- Adam Olearius, orientalista tedesco (n. 1600)
- François l'Olonese, pirata francese (n. 1634)
- Achille Sergardi, ammiraglio italiano (n. 1604)
- Joseph Simons, drammaturgo e gesuita inglese (n. 1594)
- Agazio di Somma, vescovo cattolico e letterato italiano (n. 1591)
- Pierre Stockmans, scrittore, magistrato e grecista belga (n. 1608)
- Andrea Suppa, pittore italiano (n. 1628)
- Wu Weiye, scrittore e poeta cinese (n. 1609)